# 日本オープンシステムズ
株式会社日本オープンシステムズ（英: Jops, Inc.）は、富山県富山市に本社を置くITベンダー企業。
DXを一体的に推進する共創的パートナーとして、DX、AI、IoT、クラウド、セキュリティといったインテリジェントテクノロジー分野のコンサルティング、ソリューション、デベロップメント及び、システムサポートを行っている。

## 概要
CSK北陸システム株式会社として1990年7月に設立。オープンシステムに特化するため、株式会社CSK（現・SCSK）から独立し、1994年7月に現社名に変更。
2010年頃に事業ポートフォリオ再編を行い、携帯電話や情報家電、カーナビなどのシステム検証サービスを縮小し、インターネットサービス（ウェブアプリケーション等）の事業を拡大を行った。
2015年に積算ソフト販売の和田特機（名古屋市）を完全子会社化するなどの積極的なM&A相乗効果により、同年以降は年率約10％の売り上げ増加となっている。
2016年にAI、IoT、クラウド、セキュリティとといったインテリジェントテクノロジー分野のコンサルティング、ソリューション、デベロップメント及び、システムサポート等を行っており、新しい働き方、雇用の創出、女性活躍を推進し、時短勤務やテレワークなどの雇用形態、時間や場所にとらわれない事業展開を行っている。
経済産業省から地域の特性を生かして高い付加価値を創出することが期待された「地域未来牽引企業」として選定されている。
2021年にDX推進に向けた「準備が整った事業者」への申請、認定を取得し、DX推進支援サービス、DX開発実現支援サービス、DX既存システム保守サポートサービスなどのDX推進サービス契約サービスを提供。これまでのAI、IoT、クラウド、セキュリティといったインテリジェントテクノロジー分野のノウハウを結集し、お客様と弊社が一体となるような「DXチーム」を目指す。
株式会社スペック・システムと資本提携。
DXセキュリティ強化サービス（セキュリティ診断サービス）を経済産業省によって策定された「情報セキュリティサービス基準適合サービスリスト」に登録。

## 資格等
- ISO9001:2008認証
- ISO/IEC 27001:2013認証
- プライバシーマーク使用許諾
- エコアクション21ガイドライン2009年版認証
- 一般労働者派遣事業 （許可番号）派16-300148

## 加盟団体
- 一般社団法人富山県情報産業協会
- 長野県情報サービス振興協会
- 長野市ICT産業協議会
- 石川県情報システム工業会